# Tampea reversa
Tampea reversa är en fjärilsart som beskrevs av Walker 1862. Tampea reversa ingår i släktet Tampea och familjen björnspinnare. Inga underarter finns listade i Catalogue of Life.